# Glasgow-comaschaal
De Glasgow-comaschaal (Engels: Glasgow Coma Scale of Glasgow Coma Score) is een schaal waarmee het bewustzijn van een persoon, van volkomen helder tot diep bewusteloos, kan worden weergegeven in een cijfer, de zogenaamde EMV-score. De Glasgow-comaschaal wordt internationaal gehanteerd met dezelfde criteria. Wel kan de volgorde van de tests van de schaal wat verschillen van land tot land. De schaal wordt toegepast als er twijfels bestaan over het bewustzijnsniveau of ook als dit overduidelijk gestoord is, vooral bij neurologische ziektebeelden, zoals traumatisch hersenletsel.

## De test
De comaschaal vervangt de hulp van een hulpverlener niet. Een correcte benadering van het slachtoffer komt op de eerste plaats. Het invullen van de comaschaal mag de hulpverlening niet hinderen.
Het resultaat van de comaschaal wordt verkregen door drie verschillende typen reacties onafhankelijk van elkaar te bepalen. De reacties zijn:
- de ogen openen;
- op vragen antwoorden;
- de bewegingsreactie.

Het slachtoffer kan maximaal 15 punten krijgen op de comaschaal en minimaal 3. Iemand met 15 punten heeft een normaal bewustzijn, iemand met een score van 3 is diep comateus. Het resultaat wordt opgeschreven als E(yes)M(ovement)V(erbal), b.v. E1M1V1 = 3.

### De ogen openen ('E')
| Criterium     | Punten | Omschrijving                     |
| ------------- | ------ | -------------------------------- |
| Spontaan      | 4      | De ogen worden spontaan geopend. |
| Op aanspreken | 3      | Ogen openen op aanspreken.       |
| Op pijn       | 2      | Ogen openen bij een pijnprikkel. |
| Afwezig       | 1      | Ogen blijven gesloten.           |

### Bewegingsreactie ('M')
| Criterium          | Punten | Omschrijving |
| ------------------ | ------ | --- |
| Opdracht uitvoeren | 6      | Het slachtoffer voert een eenvoudige opdracht uit.                                                                                                   |
| Pijn lokaliseren   | 5      | Bij pijnprikkel aan een hand: Het slachtoffer brengt de andere hand bij de pijnprikkel over de middellijn van het lichaam.                           |
| Afweren            | 4      | Het slachtoffer maakt afwerende beweging bij pijnprikkel, maar de handen bewegen niet tot aan de pijnlocatie. De hand kan ook teruggetrokken worden. |
| Buigreactie        | 3      | Armen en handen worden op een typische krampachtige manier geplooid. De benen zijn meestal gestrekt.                                                 |
| Strekreactie       | 2      | Krampachtig strekken van de armen met naar buitendraaien van de hand(en). Volledige spierspanning over het hele lichaam is mogelijk.                 |
| Afwezig            | 1      | Geen reactie op pijnprikkel. |

### Verbaal ('V')
| Criterium                  | Punten | Omschrijving |
| -------------------------- | ------ | --- |
| Gericht, goed georiënteerd | 5      | Bewust van zichzelf, weet wie-waar-waarom.                                                                        |
| Verward                    | 4      | Mogelijkheid tot gesprek blijft behouden maar tekenen van desoriëntatie en verwardheid (af en toe of doorlopend). |
| Onaangepast                | 3      | Verstaanbare woorden, geen zinnen.                                                                                |
| Onverstaanbaar             | 2      | Onverstaanbare geluiden (gekreun, gegrom).                                                                        |
| Afwezig                    | 1      | Geen verbaal antwoord.                                                                                            |

## Enkele opmerkingen
1. Een pijnprikkel wordt toegediend door met iets hards, b.v. een pen, op het nagelbed te drukken, liefst aan beide handen van het slachtoffer. Als het slachtoffer aan één zijde van het lichaam niet reageert, wordt de prikkel aan de andere zijde toegediend (een halfzijdige verlamming is mogelijk).
2. Bij twijfel tussen twee cijfers wordt het cijfer genomen dat overeenkomt met de beste reactie.
3. Er moet uiteraard rekening worden gehouden met storende factoren bijvoorbeeld gezwollen ogen, niet kunnen spreken door intubatie, gehoorgestoorden, anderstaligen, ... Als er niet gemeten kan worden, is er natuurlijk ook geen score. Dan laat men vakje open of schrijft men de reden waarom de reactie niet werd gemeten.
4. Opletten met de interpretatie in geval van shock, intoxicatie, postepilepsie, ruggenmergletsels, niet-coöperatieve patiënten en zeer kleine kinderen die nog niet spreken.
5. De Glasgow-comaschaal kan bij het hoofdeinde van het slachtoffer worden gelegd. Als er al een METTAG-triagekaart ligt wordt het nummer van de kaart op de comaschaal geschreven.
6. Bij een score van E1M5V2 of minder is iemand comateus.

## Voordelen van de Glasgow-comaschaal
- Internationaal bekend;
- weinig interpretatieverschillen tussen waarnemers;
- herhaalde evaluatie mogelijk door een team van hulpverleners;
- de bewustzijnsgraad wordt uitgedrukt met een cijfer;
- een grondiger vervolg van de evolutie van de toestand van het slachtoffer is mogelijk;
- een langdurige opleiding is niet nodig om de comaschaal te kunnen invullen;
- iedere arts en of verpleegkundige of opgeleide hulpverlener snapt waarvoor het cijfer dat op een onderdeel gegeven wordt staat;

## Nadelen van de Glasgow-comaschaal
- De vaardigheid van het afnemen moet geregeld worden geoefend;
- het gevaar bestaat dat papier belangrijker wordt dan het slachtoffer;
- arbeidsintensief, meerdere malen invullen is noodzakelijk om een ontwikkeling te zien;
- niet af te nemen /onbetrouwbaar bij geïntoxiceerde patiënten (onder invloed van drugs/alcohol), patiënten die aan een beademingsapparaat vastzitten en patiënten met een afasie;
- het geven van een pijnprikkel aan iemand die zich niet meer verweren kan of kenbaar kan maken daar niet gediend van te zijn.[bron?]